# 지프 어벤저
지프 어벤저(영어: Jeep Avenger)는 주로 유럽 시장을 위해 2023년에 지프에서 생산될 예정인 서브컴팩트 크로스오버 SUV(B-세그먼트)이다.